# لئوناردو پاوولتی

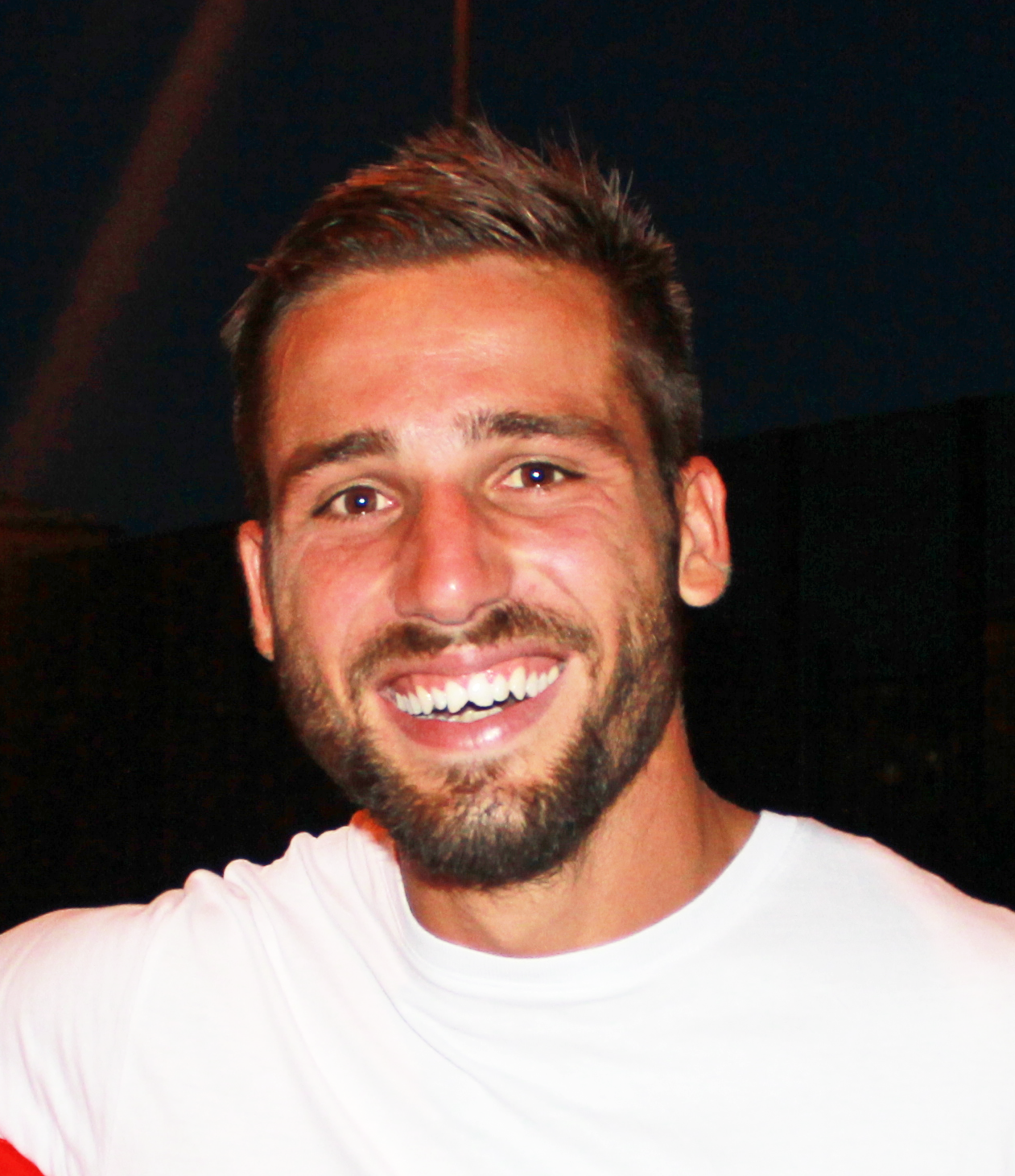
لئوناردو پاوولتی در سال ۲۰۱۶

لئوناردو پاوولتی (ایتالیایی: Leonardo Pavoletti؛ زادهٔ ۲۶ نوامبر ۱۹۸۸) بازیکن فوتبال اهل ایتالیا است.

## باشگاهی
از باشگاه‌هایی که در آن بازی کرده‌است می‌توان به یووه استابیا، ویرتوس لانچانو، ساسوئولو، جنوآ، ناپولی و کالیاری اشاره کرد.